# Protioklepno orožje
Protioklepno orožje (tudi protitankovsko orožje) je vsako orožje, ki je namenjeno onesposabljanju oklepnih bojnih vozil. Protioklepno orožje je prvenstveno namenjeno uničevanju tankov, toda tudi ostala oklepnih bojnih vozil, druga vojaška vozila (npr. humveeji) ter celo zrakoplovi so tarča protioklepnih orožij.

## Prva protioklepna orožja
Z prihodom prvih tankov na bojišča med prvo svetovno vojno so morali najti način, kako ustaviti taka vozila. Sprva so uporabljali topove, ki so jih namerili neposredno na tanke in velikokalibrske puške, ki so lahko prebile tanek oklep prvih tankov. Take puške so uporabljali še na začetku druge svetovne vojne, toda so jih kmalu opustili, saj niso zmogli prebiti tankovskega oklepa.

## Protitankovski topovi
Glej seznam protitankovskih topov druge svetovne vojne in seznam sodobnih protitankovskih topov
Že med prvo svetovno vojno se je izkazalo, da za uničenje takratnih oklepnih vozil potrebujejo posebne topove. Tako so začeli z razvojem artilerije, ki je zmožna izstreliti visokohitrostne izstrelke, ki bi bili zmožni prebitja tankovskega oklepa. Razvoj protitankovskih topov je potekal premočrtno z razvojem debeline tankovskega oklepa in obratno (konstruktorji tankov so razvili močnejši, debelejši oklep, zato so konstruktorji topov razvili močnejši top/strelivo, ki je bilo zmožno prebiti tak oklep, zato so bili konstruktorji tankov prisiljeni razviti nov oklep,...). Druga svetovna vojna je bila hkrati višek in začetek zatona protitankovskih topov, saj so med samo vojno razvili večje število topov, ki so bili zmožni uničiti tudi najdebelejše oklepe. Toda z istočasnim razvojem protioklepnih raketnih orožij so kmalu postali nezadostni in počasi postali nepotrebni; kljub temu jih uporablja še večje število držav tretjega sveta.
Razvili so tudi netrzajni top, ki je bil manjši in lažji kot klasični protitankovski topovi, izstreljeval je granate istega kalibra in brez povratnega trzaja.

## Protioklepna orožja z izstrelki
Glej seznam protioklepnih raketnih orožij druge svetovne vojne in seznam sodobnih protioklepnih raketnih orožij
Zaradi premočrtnega razvoja protitankovskih topov in tankovskega oklepa so postali topov zaradi teže zelo nemobilni in konstruktorji so zasnovali nov tip orožja: protioklepno raketno orožje. Osnovni sestavni deli takega orožja je: namerilni sistem, lansirni sistem in izstrelek. Ta orožja, ki so uporabljala HEAT bojne glave, so postala pomemben dejavnik v protioklepnem bojevanju, tako, da so skoraj popolnoma zasenčili uporabo protitankovskih topov. Po drugi svetovni vojni so razvili še HESH bojne glave.
Med pomembnejše predstavnike štejemo: Panzerfaust, Panzerschreck, PIAT, Bazooka, družino RPG,...

## Protioklepna vozila
Glej seznam tankovskih lovcev druge svetovne vojne in seznam sodobnih tankovskih lovcev
Protioklepna orožja so postajala prevelika, težka in nemobilna, zato so konstruktorji prišli na idejo, da namestijo ta orožja na vozila in tako povečajo mobilnost. Tako so razvili dva osnovna tipa: tankovski lovec (vozilo z topom) in nosilci protioklepnih raketnih orožij (vozilo z lanserjem protioklepnih izstrelkov).

## Protitankovske mine
Glej seznam protitankovskih min
Protitankovska mina je v bistvu povečana protipehotna mina, ki ima dodano eksplozivno polnitev, da lahko poškoduje in/ali uniči oklepna bojna vozila.
Med drugo svetovno vojno so Sovjeti za boj proti nemškim oklepnikom uporabljali tudi protitankovske pse, imenovane tudi pasje mine. Psi so bili dresirani, da so se zavlekli pod tank, potem pa se je sprožil eksploziv, ki so ga nosili na hrbtu. Na žalost sovjetskih vojakov takšni psi niso bili učinkoviti, zato so jih po letu 1942 umaknili z bojišča.

## Drugo
Med druga protioklepna orožja štejemo tudi koktajl Molotova, tromblon in protitankovske ročne bombe. Navadne ročne bombe, če jih povežemo več skupaj, so lahko učinkovite proti gosenicam goseničnih vozil.